# Perth Tennis International
Il Perth Tennis International è un torneo professionistico di tennis giocato su campi in cemento. Fa parte dell'ITF Women's Circuit. Si gioca annualmente a Perth in Australia.

## Albo d'oro

### Singolare
| Anno | Campionessa     | Finalista     | Punteggio |
| ---- | --------------- | ------------- | --------- |
| 2013 | Arina Rodionova | Irina Falconi | 7–5, 6–4  |

### Doppio
| Anno | Campionesse            | Finaliste                        | Punteggio |
| ---- | ---------------------- | -------------------------------- | --------- |
| 2013 | Erika Sema Yurika Sema | Monique Adamczak Tammi Patterson | 7–5, 6–1  |